# Pierre Karageorgévitch (1980)
 (juin 2013).
Si vous disposez d'ouvrages ou d'articles de référence ou si vous connaissez des sites web de qualité traitant du thème abordé ici, merci de compléter l'article en donnant les références utiles à sa vérifiabilité et en les liant à la section « Notes et références ».
Pour les articles homonymes, voir Pierre Karageorgévitch et Karađorđević.
Titre
Prince héréditaire de Yougoslavie puis de Serbie
5 février 1980 – 27 avril 2022
(42 ans, 2 mois et 22 jours)
Le prince Pierre Karageorgevitch (en serbe latin, Petar Karađorđević ; serbe cyrillique, Петар Карађорђевић ; prononcé [pětar kâradʑoːrdʑeʋitɕ]), né le 5 février 1980 à Chicago (États-Unis), est le fils aîné du prince Alexandre, éphémère prince héritier de la monarchie yougoslave en 1945, et de la princesse Maria da Glória d’Orléans-Bragance.
Petit-fils du roi Pierre II, dernier roi de Yougoslavie, Pierre est considéré par certains monarchistes comme prince héréditaire de Serbie à partir de 1980, puisqu’il est par ordre de primogéniture mâle le premier à la succession de son père, chef de la maison royale de Serbie depuis 1970. Il renonce à ses droits dynastiques – « pour lui-même et ses descendants » – en faveur de son frère cadet Filip le 27 avril 2022.
Le prince Pierre est père d'une fille naturelle, nommée Dolores "Dolly" Luna Noor Karađorđević, née en 2017 de sa relation avec Lauren Estelle Jones (née en 1984), consultante artistique et compagne d'Alex Collishaw, lui-même fils de l'artiste britannique Mat Collishaw,.

## Biographie

### Éducation et carrière
Né à Chicago dans le Prentice Women's Hospital, le prince Pierre vit dans la capitale de l’Illinois jusqu’à la fin de l’année 1981, la famille déménageant ensuite vers la Virginie. C’est dans cet État que Pierre suit le début de sa scolarité, d’abord dans une école pré-scolaire de Tysons Corner (1983), puis dans une école maternelle de la ville à partir de 1984. En juin 1998, à l’âge de 18 ans, il est diplômé de la King’s School de Canterbury de trois niveaux avancés en arts, en espagnol et en français, puis il obtient plusieurs GCSEs. Suivant des cours d’art au Camberwell College of Arts, il intègre par la suite la renommée Rhode Island School of Design. Il travaille actuellement dans le domaine de la conception graphique et des technologies informatiques.
Le prince Pierre parle l’anglais, l’espagnol et le français, et il poursuit actuellement des études pour maîtriser davantage le serbe.

### Rôle en Serbie
Avant la révolution serbe de 2000, le prince s’était rendu dans le pays en 1991 et en juillet 2000. Le 17 juillet 2001, lui et la famille royale s’installent au Palais Blanc de Belgrade, les autorités ayant remis au chef de la maison royale les clefs du palais.
Le 26 mai 2013, en la chapelle royale d’Oplenac, à Topola, le prince Pierre assiste, avec d’autres membres de la famille royale et des représentants du gotha, aux funérailles nationales rendues au roi Pierre II, aux reines Marie et Alexandra, ainsi qu’au prince André (frère de Pierre II), en présence du président Tomislav Nikolić et du chef du gouvernement Ivica Dačić.

### Successions et affiliations aux maisons royales européennes
Le prince Pierre apparaît dans l’ordre de succession au trône britannique, en tant que descendant du duc Alfred Ier de Saxe-Cobourg et Gotha (1844-1900), quatrième enfant de la reine Victoria du Royaume-Uni, et compte tenu de l’Acte de naturalisation de la princesse Sophie et de sa descendance.
En lignée matrilinéaire pure, le prince Pierre est un descendant de la reine de France Marie Leszczyńska (issu de la 10e génération), ce qui l’apparente à toutes les branches royales et princières de la maison de Bourbon : l'ancienne branche aînée (par Louise-Élisabeth de France, duchesse de Parme), la nouvelle branche aînée (par Marie-Isabelle d’Espagne, reine des Deux-Siciles), la branche sicilienne (par Marie-Christine des Deux-Siciles), la branche parmesane (par Marie-Louise de Parme, reine d’Espagne), la branche orléanaise (par Marie-Isabelle d’Orléans, comtesse de Paris) et enfin par la branche brésilienne (par sa mère née princesse d’Orléans-Bragance).
Pierre appartient par les lignées patrilinéaire et matrilinéaire de sa grand-mère Alexandra de Yougoslavie (1921-1993), née princesse de Grèce et de Danemark, à la maison royale de Grèce d’une part, et à la dynastie des Comnène d’autre part via la reine Olga, de la maison impériale de Russie.

## Titulature
- 5 février 1980 - 4 février 2003 : Son Altesse Royale le prince héréditaire de Yougoslavie ;
- 4 février 2003 - 27 avril 2022 : Son Altesse Royale le prince héréditaire de Serbie ;
- depuis le 27 avril 2022 : Son Altesse Royale le prince Petar Karađorđević.

Alors que son père le prince Alexandre continue depuis 1945 à utiliser la titulature qu’il a légalement reçue à sa naissance (même depuis qu’il est l’aîné de la maison Karageorgevitch), à savoir celle de prince héritier de Yougoslavie (ou prince royal), le prince Pierre porte depuis sa naissance le titre de prince de Yougoslavie, avec le prédicat d’altesse royale. Pour se distinguer de son père, il a également été titré à sa naissance « prince héréditaire [de Yougoslavie] », un nouveau titre qui ne préexistait pas dans les titulatures traditionnelles de la monarchie yougoslave.
Après la dislocation de la république fédérale de Yougoslavie, le 4 février 2003, et la création concomitante de la république de Serbie, il est désigné sous le titre de « prince héréditaire de Serbie », ou de « prince de Serbie », jusqu'à sa renonciation, le 27 avril 2022.

### Sources
- (en) Cet article est partiellement ou en totalité issu de l’article de Wikipédia en anglais intitulé « Peter, Hereditary Prince of Yugoslavia » (voir la liste des auteurs).
- Chantal de Badts de Cugnac et Guy Coutant de Saisseval, Le Petit Gotha, Paris, Éditions Le Petit Gotha, coll. « Petit Gotha », 2002 (1re éd. 1993), 989 p. (ISBN 2-9507974-3-1), p. 865 et seq. (section « Maison royale de Yougoslavie »)

### Une de magazine
- (fr) « Baptême de Pierre de Yougoslavie » dans Point de vue n° 1671 du 8 août 1980